# Mistrzostwa Azji w Zapasach 2006
Mistrzostwa Azji w zapasach w 2006 roku rozegrano w kazachskim mieście Ałmaty od 4 do 9 kwietnia.

## Wyniki mężczyźni

### styl wolny
| Waga   | Złoto:                    | Srebro:               | Brąz:                    |
| 55 kg  | Mohammad Rezaji           | Jon Hyon-guk          | Masashi Saitō            |
| 55 kg  | Mohammad Rezaji           | Jon Hyon-guk          | Yoo Hyun-jin             |
| 60 kg  | Ri Yong-chol              | Morad Mohammadi       | Bauyrżan Orazgalijew     |
| 60 kg  | Ri Yong-chol              | Morad Mohammadi       | Sentedordżijn Süchbaatar |
| 66 kg  | Leonid Spiridonow         | Bujandżawyn Batdzorig | Baek Jin-guk             |
| 66 kg  | Leonid Spiridonow         | Bujandżawyn Batdzorig | Arsłan Chutalijew        |
| 74 kg  | Hadi Habibi               | Siriguleng            | Tałant Dżekszenow        |
| 74 kg  | Hadi Habibi               | Siriguleng            | Yōsuke Katō              |
| 84 kg  | Czagnaadordżijn Gandzorig | Zaurbiek Sochijew     | Madżid Chodaji           |
| 84 kg  | Czagnaadordżijn Gandzorig | Zaurbiek Sochijew     | Giennadij Łalijew        |
| 96 kg  | Nurżan Katajew            | Aleksiej Krupniakow   | Hamid Sejfi              |
| 96 kg  | Nurżan Katajew            | Aleksiej Krupniakow   | Gürdżawyn Batpürew       |
| 120 kg | Marid Mutalimow           | Liang Lei             | Hadi Puralidżan          |
| 120 kg | Marid Mutalimow           | Liang Lei             | Urmat Mustapajew         |

### styl klasyczny
| Waga   | Złoto:               | Srebro:              | Brąz:              |
| 55 kg  | Lee Jung-baek        | Cha Kwang-su         | Akbar Qoʻziyev     |
| 55 kg  | Lee Jung-baek        | Cha Kwang-su         | Hamid Banitamim    |
| 60 kg  | Nurbakyt Tengyzbajew | Sheng Jiang          | Bae Myung-hwan     |
| 60 kg  | Nurbakyt Tengyzbajew | Sheng Jiang          | Jakhongir Imanov   |
| 66 kg  | Jeong Ji-hyeon       | Kim Kum-chol         | Ravshan Roʻziqulov |
| 66 kg  | Jeong Ji-hyeon       | Kim Kum-chol         | Bejbyt Nugymanow   |
| 74 kg  | Dawud Abedinzade     | Danijar Köbönow      | Bakhodir Muminov   |
| 74 kg  | Dawud Abedinzade     | Danijar Köbönow      | Roman Mieloszyn    |
| 84 kg  | Kim Jung-sub         | Witalij Zacharczenko | Denis Zdorikov     |
| 84 kg  | Kim Jung-sub         | Witalij Zacharczenko | Ghasem Rezaji      |
| 96 kg  | Margułan Äsembekow   | Chen Xiaofei         | Abdumalik Aliyev   |
| 96 kg  | Margułan Äsembekow   | Chen Xiaofei         | Han Tae-young      |
| 120 kg | Gieorgij Curcumia    | Sadżdżad Barzi       | Kim Gwang-seok     |
| 120 kg | Gieorgij Curcumia    | Sadżdżad Barzi       | Jassim Breesam     |

## Wyniki kobiety

### styl wolny
| Waga  | Złoto:            | Srebro:           | Brąz:            |
| 48 kg | Yuri Funatsu      | Wu Li-chuan       | Li Xiaomei       |
| 48 kg | Yuri Funatsu      | Wu Li-chuan       | Kim Hyeong-ju    |
| 51 kg | Wen Juling        | Yuri Kai          | Lê Thị Trang     |
| 51 kg | Wen Juling        | Yuri Kai          | Wang Ying-chi    |
| 55 kg | Chikako Matsukawa | Liu Haixin        | Nghiêm Thị Giang |
| 55 kg | Chikako Matsukawa | Liu Haixin        | Lee So-lae       |
| 59 kg | Seiko Yamamoto    | Su Lihui          | Su Ying-tzu      |
| 59 kg | Seiko Yamamoto    | Su Lihui          | Park Sang-eun    |
| 63 kg | Ayako Shōda       | Jelena Szałygina  | Hang Jin-young   |
| 63 kg | Ayako Shōda       | Jelena Szałygina  | Gao Pei          |
| 67 kg | Su Huihua         | Mimi Sugawara     | Olga Kalinina    |
| 67 kg | Su Huihua         | Mimi Sugawara     | Jana Panowa      |
| 72 kg | Kyōko Hamaguchi   | Oczirbatyn Burmaa | Qin Xiaoqing     |
| 72 kg | Kyōko Hamaguchi   | Oczirbatyn Burmaa | Olga Żänybekowa  |